# Relais 4 × 100 mètres masculin aux Jeux olympiques d'été de 1976 (athlétisme)
Navigation
Munich 1972 Moscou 1980
L'épreuve du relais 4 × 100 mètres masculin aux Jeux olympiques de 1976 s'est déroulée les 30 au 31 juillet 1976 au Stade olympique de Montréal, au Canada.  Elle est remportée par l'équipe des États-Unis (Harvey Glance, John Wesley Jones, Millard Hampton et Steve Riddick) dans le temps de 38 s 33.

## Résultats

### Finale
| Rang               | Athlète            | Pays                                                                     | Temps   |
| ------------------ | ------------------ | ------------------------------------------------------------------------ | ------- |
| Médaille d'or      | États-Unis         | Harvey Glance John Wesley Jones Millard Hampton Steve Riddick            | 38 s 33 |
| Médaille d'argent  | Allemagne de l'Est | Manfred Kokot Jörg Pfeifer Klaus-Dieter Kurrat Alexander Thieme          | 38 s 66 |
| Médaille de bronze | Union soviétique   | Aleksandr Aksinin Nikolay Kolesnikov Juris Silovs Valeriy Borzov         | 38 s 78 |
| 4                  | Pologne            | Andrzej Świerczyński Marian Woronin Bogdan Grzejszczak Zenon Licznerski  | 38 s 83 |
| 5                  | Cuba               | Francisco Gómez Alejandro Casañas Hermes Ramírez Silvio Leonard          | 39 s 01 |
| 6                  | Italie             | Vincenzo Guerini Luciano Caravani Luigi Benedetti Pietro Mennea          | 39 s 08 |
| 7                  | France             | Jean-Claude Amoureux Joseph Arame Lucien Sainte-Rose Dominique Chauvelot | 39 s 16 |
| 8                  | Canada             | Hugh Spooner Marvin Nash Albin Dukowski Hugh Fraser                      | 39 s 47 |

## Légende
Records et Performances
- AR : Record continental (area record)
- CR : Record des championnats (championship record)
- MR : Record du meeting (meet record)
- NR : Record national (national record)
- OR : Record olympique (olympic record)
- PR : Record paralympique (paralympic record)
- PB : Record personnel (personal best)
- SB : Meilleure performance personnelle de la saison (season's best)
- WL : Meilleure performance mondiale de l'année (world leader)
- WJR : Record du monde junior (world junior record)
- WR : Record du monde (world record)

Circonstances et Conditions
- DNF : N'a pas terminé (did not finish)
- DNS : N'a pas pris le départ (did not start)
- DQ : Disqualification (disqualification)
- NM : Aucun essai valable enregistré (No Mark)
- Q : Qualifié « directement » au prochain tour (ou à la prochaine compétition), lors d'une compétition majeure, grâce au classement ou à la réalisation des minima (automatic qualifier)
- q : Qualifié au prochain tour (ou à la prochaine compétition), lors d'une compétition majeure, grâce au repêchage ou à la réalisation de l'une des meilleures performances parmi celles des « non qualifiés directement » (grâce au meilleur temps ou à la meilleure distance par exemple) (secondary qualifier)